# The Air That I Breathe
The air that I breathe is een lied geschreven door Albert Hammond en Mike Hazlewood. The Hollies hadden er in 1974 meer succes mee. Een "nakomertje" was Simply Red in 1998.

## Albert Hammond
De oorspronkelijke versie van het nummer werd niet uitgebracht op single, maar was de afsluittrack van Hammonds eerste album It never rains in southern California. Dit album werd ook een hit in Nederland. Musici op het album waren:
- Albert Hammond – zang
- Jay Lewis, Larry Carlton – gitaar
- Joe Osborn, Ray Puhlman – basgitaar
- Michael Omartian – toetsinstrumenten
- Hal Blaine, Jimmy Gordon – slagwerk
- Carol Carmichael – achtergrondzang.

## The Hollies
Vrijwel direct daarna namen The Hollies het op. Zij waren echter niet de eersten, dat was Phil Everly (Everly Brothers). Het werd voor The Hollies in Nederland de 22e hit. De versie van The Hollies ging de hele wereld over met de eerste plaats in de Daverende Dertig, de tweede plaats in Engeland en de zesde plaats in de Verenigde Staten. Het eigenaardige is dat The air that I breathe ook het laatste lied was van hun album Hollies uit 1974 (Nederlandse persing). B-kant was No more riders. Achter de knoppen van de geluidsstudio zat Alan Parsons.

### Hitnoteringen

#### Nederlandse Top 40
| Hitnotering: 09-02-1974 t/m week 04-05-1974 | Hitnotering: 09-02-1974 t/m week 04-05-1974 | Hitnotering: 09-02-1974 t/m week 04-05-1974 | Hitnotering: 09-02-1974 t/m week 04-05-1974 | Hitnotering: 09-02-1974 t/m week 04-05-1974 | Hitnotering: 09-02-1974 t/m week 04-05-1974 | Hitnotering: 09-02-1974 t/m week 04-05-1974 | Hitnotering: 09-02-1974 t/m week 04-05-1974 | Hitnotering: 09-02-1974 t/m week 04-05-1974 | Hitnotering: 09-02-1974 t/m week 04-05-1974 | Hitnotering: 09-02-1974 t/m week 04-05-1974 | Hitnotering: 09-02-1974 t/m week 04-05-1974 | Hitnotering: 09-02-1974 t/m week 04-05-1974 | Hitnotering: 09-02-1974 t/m week 04-05-1974 | Hitnotering: 09-02-1974 t/m week 04-05-1974 |
| Week:                                       | 1                                           | 2                                           | 3                                           | 4                                           | 5                                           | 6                                           | 7                                           | 8                                           | 9                                           | 10                                          | 11                                          | 12                                          | 13                                          |                                             |
| ------------------------------------------- | ------------------------------------------- | ------------------------------------------- | ------------------------------------------- | ------------------------------------------- | ------------------------------------------- | ------------------------------------------- | ------------------------------------------- | ------------------------------------------- | ------------------------------------------- | ------------------------------------------- | ------------------------------------------- | ------------------------------------------- | ------------------------------------------- | ------------------------------------------- |
| Positie:                                    | 28                                          | 10                                          | 4                                           | 2                                           | 2                                           | 2                                           | 3                                           | 4                                           | 8                                           | 12                                          | 19                                          | 32                                          | 34                                          | uit                                         |

#### NederlandseDaverende Dertig
| Hitnotering: 09-02-1974 t/m 20-04-1974 | Hitnotering: 09-02-1974 t/m 20-04-1974 | Hitnotering: 09-02-1974 t/m 20-04-1974 | Hitnotering: 09-02-1974 t/m 20-04-1974 | Hitnotering: 09-02-1974 t/m 20-04-1974 | Hitnotering: 09-02-1974 t/m 20-04-1974 | Hitnotering: 09-02-1974 t/m 20-04-1974 | Hitnotering: 09-02-1974 t/m 20-04-1974 | Hitnotering: 09-02-1974 t/m 20-04-1974 | Hitnotering: 09-02-1974 t/m 20-04-1974 | Hitnotering: 09-02-1974 t/m 20-04-1974 | Hitnotering: 09-02-1974 t/m 20-04-1974 | Hitnotering: 09-02-1974 t/m 20-04-1974 |
| Week:                                  | 1                                      | 2                                      | 3                                      | 4                                      | 5                                      | 6                                      | 7                                      | 8                                      | 9                                      | 10                                     | 11                                     |                                        |
| -------------------------------------- | -------------------------------------- | -------------------------------------- | -------------------------------------- | -------------------------------------- | -------------------------------------- | -------------------------------------- | -------------------------------------- | -------------------------------------- | -------------------------------------- | -------------------------------------- | -------------------------------------- | -------------------------------------- |
| Positie:                               | 23                                     | 10                                     | 4                                      | 1                                      | 2                                      | 2                                      | 3                                      | 5                                      | 8                                      | 12                                     | 19                                     | uit                                    |

#### BelgischeBRT Top 30
| Hitnotering: 2-3-1974 t/m | Hitnotering: 2-3-1974 t/m | Hitnotering: 2-3-1974 t/m | Hitnotering: 2-3-1974 t/m | Hitnotering: 2-3-1974 t/m | Hitnotering: 2-3-1974 t/m | Hitnotering: 2-3-1974 t/m | Hitnotering: 2-3-1974 t/m | Hitnotering: 2-3-1974 t/m | Hitnotering: 2-3-1974 t/m | Hitnotering: 2-3-1974 t/m | Hitnotering: 2-3-1974 t/m | Hitnotering: 2-3-1974 t/m |
| Week:                     | 1                         | 2                         | 3                         | 4                         | 5                         | 6                         | 7                         | 8                         | 9                         | 10                        | 11                        |                           |
| ------------------------- | ------------------------- | ------------------------- | ------------------------- | ------------------------- | ------------------------- | ------------------------- | ------------------------- | ------------------------- | ------------------------- | ------------------------- | ------------------------- | ------------------------- |
| Positie:                  | 6                         | 4                         | 2                         | 4                         | 3                         | 3                         | 3                         | 7                         | 22                        | 25                        | 22                        | uit                       |

#### Britse single Top 50
| Hitnotering: 9-2-1974 t/m 10-5-1974 | Hitnotering: 9-2-1974 t/m 10-5-1974 | Hitnotering: 9-2-1974 t/m 10-5-1974 | Hitnotering: 9-2-1974 t/m 10-5-1974 | Hitnotering: 9-2-1974 t/m 10-5-1974 | Hitnotering: 9-2-1974 t/m 10-5-1974 | Hitnotering: 9-2-1974 t/m 10-5-1974 | Hitnotering: 9-2-1974 t/m 10-5-1974 | Hitnotering: 9-2-1974 t/m 10-5-1974 | Hitnotering: 9-2-1974 t/m 10-5-1974 | Hitnotering: 9-2-1974 t/m 10-5-1974 | Hitnotering: 9-2-1974 t/m 10-5-1974 | Hitnotering: 9-2-1974 t/m 10-5-1974 | Hitnotering: 9-2-1974 t/m 10-5-1974 | Hitnotering: 9-2-1974 t/m 10-5-1974 |
| Week:                               | 1                                   | 2                                   | 3                                   | 4                                   | 5                                   | 6                                   | 7                                   | 8                                   | 9                                   | 10                                  | 11                                  | 12                                  | 13                                  |                                     |
| ----------------------------------- | ----------------------------------- | ----------------------------------- | ----------------------------------- | ----------------------------------- | ----------------------------------- | ----------------------------------- | ----------------------------------- | ----------------------------------- | ----------------------------------- | ----------------------------------- | ----------------------------------- | ----------------------------------- | ----------------------------------- | ----------------------------------- |
| Positie:                            | 33                                  | 26                                  | 8                                   | 3                                   | 3                                   | 3                                   | 2                                   | 4                                   | 10                                  | 24                                  | 24                                  | 32                                  | 50                                  | uit                                 |

#### NPO Radio 2 Top 2000
| Nummer met noteringen in de NPO Radio 2 Top 2000 | '99 | '00 | '01 | '02 | '03 | '04 | '05 | '06 | '07 | '08 | '09 | '10 | '11 | '12  | '13 | '14 | '15  | '16  | '17 | '18  | '19  | '20  | '21  | '22  | '23  | '24  |
| ------------------------------------------------ | --- | --- | --- | --- | --- | --- | --- | --- | --- | --- | --- | --- | --- | ---- | --- | --- | ---- | ---- | --- | ---- | ---- | ---- | ---- | ---- | ---- | ---- |
| The Air That I Breathe                           | 411 | 336 | 404 | 466 | 505 | 571 | 504 | 490 | 620 | 521 | 660 | 669 | 814 | 1060 | 869 | 906 | 1129 | 1075 | 985 | 1210 | 1282 | 1360 | 1463 | 1617 | 1584 | 1670 |

1. ↑  Een vetgedrukt getal geeft de hoogste notering aan.

#### Evergreen Top 1000
| Evergreen Top 1000 "The air that I breathe" | Evergreen Top 1000 "The air that I breathe" | Evergreen Top 1000 "The air that I breathe" | Evergreen Top 1000 "The air that I breathe" | Evergreen Top 1000 "The air that I breathe" | Evergreen Top 1000 "The air that I breathe" | Evergreen Top 1000 "The air that I breathe" | Evergreen Top 1000 "The air that I breathe" | Evergreen Top 1000 "The air that I breathe" | Evergreen Top 1000 "The air that I breathe" | Evergreen Top 1000 "The air that I breathe" | Evergreen Top 1000 "The air that I breathe" | Evergreen Top 1000 "The air that I breathe" | Evergreen Top 1000 "The air that I breathe" | Evergreen Top 1000 "The air that I breathe" | Evergreen Top 1000 "The air that I breathe" | Evergreen Top 1000 "The air that I breathe" |
| Jaar                                        | 2008                                        | 2009                                        | 2010                                        | 2011                                        | 2012                                        | 2013                                        | 2014                                        | 2015                                        | 2016                                        | 2017                                        | 2018                                        | 2019                                        | 2020                                        | 2021                                        | 2022                                        | 2023                                        |
| ------------------------------------------- | ------------------------------------------- | ------------------------------------------- | ------------------------------------------- | ------------------------------------------- | ------------------------------------------- | ------------------------------------------- | ------------------------------------------- | ------------------------------------------- | ------------------------------------------- | ------------------------------------------- | ------------------------------------------- | ------------------------------------------- | ------------------------------------------- | ------------------------------------------- | ------------------------------------------- | ------------------------------------------- |
| Positie                                     | -                                           | -                                           | -                                           | -                                           | -                                           | 114                                         | 162                                         | 214                                         | 188                                         | 214                                         | 139                                         | 123                                         | 136                                         | 144                                         | 147                                         | 152                                         |

## Simply Red
Ook Simply Red had in Nederland een kleine hit met dit nummer.

### Hitnotering

#### NederlandseSingle Top 100
| Hitnotering: 05-09-1998 t/m 03-10-1998 | Hitnotering: 05-09-1998 t/m 03-10-1998 | Hitnotering: 05-09-1998 t/m 03-10-1998 | Hitnotering: 05-09-1998 t/m 03-10-1998 | Hitnotering: 05-09-1998 t/m 03-10-1998 | Hitnotering: 05-09-1998 t/m 03-10-1998 | Hitnotering: 05-09-1998 t/m 03-10-1998 |
| Week:                                  | 1                                      | 2                                      | 3                                      | 4                                      | 5                                      |                                        |
| -------------------------------------- | -------------------------------------- | -------------------------------------- | -------------------------------------- | -------------------------------------- | -------------------------------------- | -------------------------------------- |
| Positie:                               | 100                                    | 96                                     | 82                                     | 88                                     | 100                                    | uit                                    |

## Overige versies
Er zijn nog tal van andere artiesten die The air that I breathe hebben opgenomen:
- Olivia Newton-John in 1975 voor het album Have you never been mellow.
- Champagne in 1977 voor hun album Champagne.
- Hank Williams jr. in 1983 voor het album Man of steel.
- Rex Allen Jr. in 1983, die er in 1984 een Amerikaanse countryhit mee haalde.
- Julio Iglesias in 1984 voor het album 1100 Bel Air Place met The Beach Boys als achtergrondkoortje.
- Barry Manilow in 1996 voor het album Summer of '78.
- Steven Houghton in 1997 voor het album Steven Houghton.
- kd lang in 1997 voor het album Drag.
- Jorge González in 1999 met als titel "Necesito poder respirar" (Spaans voor Ik moet kunnen ademen) voor het album Mi destino.
- The Mavericks in 2003; opnieuw een hit in de Amerikaanse countrylijst.
- Tom Fuller in 2007 voor het album Abstract man.
- Semisonic, B-kant van cd-single Singing in my sleep.
- Chitãozinho & Xororó (Brazilië) met als titel "É assim que eu te amo" (Portugees voor Zo houd ik van je).
- Steve Wynn in 1999 voor album Pick of the litter.
- Maroon 5 in 2008-2010 voor album Hands all over.

Voorts verscheen een versie van het nummer in The Virgin Suicides.

## Basis voor andere songs
Opmerkelijk zijn de muzikale gelijkenissen tussen Radiohead's "Creep" (1992) en Lana Del Rey's 'Get Free' (2017) en het oudere "The Air That I Breathe". Radiohead kreeg daarom een proces aangespannen vanwege plagiaat. De brug van Creep bevat een regel die melodisch sterk overeenkomt met de eerste regel van de coupletten van The Air That I Breathe. Radiohead werd veroordeeld en sindsdien worden Albert Hammond en Mike Hazlewood als medeschrijvers aan het nummer genoemd. De song van Lana del Rey komt melodisch niet overeen met The Air That I Breathe maar weer wel met gedeeltes uit Creep.